# Yvann Maçon
Yvann Maçon, född 1 oktober 1998, är en fransk fotbollsspelare som spelar för Saint-Étienne.

## Klubbkarriär
Den 31 januari 2020 värvades Maçon av Saint-Étienne, där han skrev på ett 3,5-årskontrakt. Maçon gjorde sin Ligue 1-debut den 9 februari 2020 i en 0–1-förlust mot Montpellier.
Den 8 december 2022 lånades Maçon ut till Paris FC på ett låneavtal över resten av säsongen 2022/2023. Den 2 juli 2023 lånades han ut till israeliska Maccabi Tel Aviv på ett säsongslån. Den 5 januari 2024 avbröts låneavtalet och Maçon återvände till Saint-Étienne.

## Landslagskarriär
Maçon representerade Guadeloupes U20-landslag i kvalet till CONCACAF:s U20-mästerskap 2017, där han bland annat gjorde ett hattrick i den avslutande matchen.
Maçon debuterade för Frankrikes U21-landslag den 8 oktober 2020 i en 5–0-vinst över Liechtenstein, där han blev inbytt i den 75:e minuten.